# Język joruba
Język joruba – jeden z nigero-kongijskich języków Afryki Zachodniej. Określany także alternatywnie jako: ede-yoruba, yariba, yooba, yoruba.
Główne dialekty to: akono, awori, aworo, bunu, egba, ekiti, gbedde, igbonna, ijebu, ijesha, ikale, ila, ilaje, iworro, jumu, ondo, owe, oyo, wo, yagba.
Używany w takich krajach jak Nigeria, Benin, Togo, ale także na terenie USA i Wielkiej Brytanii. W sumie posługuje się nim na świecie ok. 20 milionów ludzi. Joruba jest językiem tonalnym, posiada trzy tony: wysoki, średni i niski. Pod względem typologicznym joruba zaliczany jest do języków izolujących.

Samogłoski języka joruba